# 万市镇
万市镇，中国浙江省西北部杭州市富阳区下辖的一个镇。	

## 行政区划
现辖：
西门路社区、新民村、东叙村、白马村、何务村、杨家村、众缘村、彭家村、何家村、白石村、平山村、罗宅村、方里村、田源村、万市村和槎源坞村。